# Ingrandes, Indre
Ingrandes är en kommun i departementet Indre i regionen Centre-Val de Loire i de centrala delarna av Frankrike. Kommunen ligger i kantonen Le Blanc som tillhör arrondissementet Le Blanc. År 2022 hade Ingrandes 299 invånare.

## Befolkningsutveckling
Antalet invånare i kommunen Ingrandes
Referens:INSEE